# Pam Matthews
Pam Matthews (eigentlich Pamela Mary Matthews; * 8. Februar 1958) ist eine ehemalige australische Speerwerferin.
1977 wurde sie Siebte beim Leichtathletik-Weltcup in Düsseldorf und siegte bei den Pacific Conference Games. Beim Leichtathletik-Weltcup 1979 in Montreal wurde sie erneut Siebte.
1980 schied sie bei den Olympischen Spielen in Moskau in der Qualifikation aus, und 1982 wurde sie Vierte bei den Commonwealth Games in Brisbane.
Von 1977 bis 1980 wurde sie viermal in Folge Australische Meisterin. Ihre persönliche Bestweite von 65,74 m stellte sie am 16. Dezember 1979 in Brisbane auf.